# 914
| Calendário gregoriano                                                        | 914 CMXIV                                            |
| Ab urbe condita                                                              | 1667                                                 |
| Calendário arménio                                                           | 363 – 364                                            |
| Calendário bahá'í                                                            | -930 – -929                                          |
| Calendário budista                                                           | 1458                                                 |
| Calendário chinês                                                            | 3610 – 3611 Início a 30 de janeiro (aproximadamente) |
| Calendário copta                                                             | 630 – 631                                            |
| Calendário etíope                                                            | 906 – 907                                            |
| Calendários hindus - Vikram Samvat - Calendário nacional indiano - Cáli Iuga | 969 – 970 835 – 836 4014 – 4015                      |
| Calendário Holoceno                                                          | 10914                                                |
| Calendário islâmico                                                          | 301 – 302                                            |
| Calendário judaico                                                           | 4674 – 4675                                          |
| Calendário persa                                                             | 292 – 293                                            |
| Calendário rúnico                                                            | 1164                                                 |
| Calendário solar tailandês                                                   | 1457                                                 |

914  (CMXIV na numeração romana) foi um ano comum  do século X do Calendário Juliano, da Era de  Cristo, teve início a um sábado e terminou também a um sábado, e a  sua letra dominical foi B  (52 semanas).
No  território que viria a ser o reino de  Portugal estava em vigor a Era de César que já contava 952 anos.
| Ano completo                   |
| ------------------------------ |
| Ano comum com início ao sábado |

## Eventos
- A capital do Reino das Astúrias é mudada de Oviedo para Leão.
- Ordonho II da Galiza é proclamado rei de Leão após morte de seu irmão Garcia I de Leão.

## Mortes
- Garcia I de Leão, rei de Leão (n. 870).